# ارنستو سبیا
ارنستو سبیا (اسپانیایی: Ernesto Sevilla‎؛ زادهٔ ۱۶ مهٔ ۱۹۷۸) کارگردان تلویزیونی، بازیگر، کمدین، مجری تلویزیون و فیلم‌نامه‌نویس اهل اسپانیا است. او کار خود را به عنوان فیلمنامه‌نویس برای «پارامونت کمدی» آغاز کرد. در ژوئیه ۲۰۱۵ به همراه ژردی سانچس و ناتالی سسنیا نقش اصلی سریال دردسر قریب‌الوقوع را ایفا کرد. در یک کارزار تبلیغاتی برای آمنا نیز حضور داشت. در فوریه ۲۰۱۸ به همراه خواکین ریس مراسم سی‌ودومین جوایز گویا را برگزار کرد. او در سریال تلویزیونی فصل صفر که با خواکین ریس ساخته شده بود و در ۱۱ سپتامبر ۲۰۱۸ منتشر شد، بازی کرد. در آوریل ۲۰۱۹ در فیلم «می‌توانم هر وقت خواستم ترک کنم» به کارگردانی کارلوس ترون و با بازی آمایا سالامانکا، کریستینا کاستانیو و میرن ایبارگورن ظاهر شد. از سال ۲۰۱۵ تا ۲۰۱۶ با مجری تلویزیونی پاتریسیا کنده در رابطه بود.
از فیلم‌ها یا مجموعه‌های تلویزیونی که وی در آن‌ها نقش داشته‌است، می‌توان به دردسر قریب‌الوقوع اشاره نمود.